# エルンスト・フェルナー
エルンスト・フェルナー（ドイツ語: Ernst Fellner）は、オーストリア出身のフィギュアスケート選手（男子シングル）。
1899年欧州選手権銅メダリスト。

## 主な戦績
| 大会/年            | 1897-98 | 1898-99 |
| ------------------ | ------- | ------- |
| 欧州選手権         |         | 3       |
| オーストリア選手権 | 2       |         |